# Europeiska nätverket för arbetsförmedlingar
Det europeiska nätverket för arbetsförmedlingar (engelska: European Employment Services Network, Eures) är ett nätverk inom Europeiska unionen mellan Europeiska kommissionen och arbetsförmedlingar runt om i unionen. Nätverket syftar till att underlätta jobbsökning, rekrytering och arbetsförmedling över gränserna.
Nätverket lanserades ursprungligen 1993, men har sedan dess reformerats, senast 2016 och 2019. Nätverket regleras genom en förordning som utfärdats av Europaparlamentet och Europeiska unionens råd. Årligen förmedlas cirka 150 000 jobb.